# Гриценко Павло Юхимович
Павло́ Юхи́мович Грице́нко  (нар. 23 вересня 1950, с. Матроське, Ізмаїльська область) — український мовознавець, доктор філологічних наук (1991), професор (1993), директор (2008) Інституту української мови НАН України, чинний член НТШ (1995).

## Життєпис
Народився 23 вересня 1950 року в с. Матроска Ізмаїльського району Ізмаїльської обл. (тепер Одеської обл.)
Закінчив Одеський державний університет (1973), аспірантуру Інституту мовознавства ім. О. О. Потебні АН УРСР (1979). З 1987 року — завідувач сектору діалектології Інституту мовознавства імені О. О. Потебні АН УРСР, а з 1991 року — відділу діалектології Інституту української мови НАН України. Від 2008 року директор Інституту української мови НАН України.

## Наукова діяльність
Досліджує українську діалектну мову, проблеми взаємодії діалектів і літературної мови, типології і зв'язків слов'янських діалектних систем, теорії лінгвістичної географії, діалектної текстології й текстографії, історії мовознавства. Автор індивідуальних монографій «Моделювання системи діалектної лексики» (1984), «Ареальне варіювання лексики» (1990). Співавтор «Общеславянского лингвистического атласа», вып. 3, 4а, 4б, 5, 6, 8 (1994—2009).
Ініціював дослідження говірок Чорнобильської зони (співавтор видань «Говірки Чорнобильської зони: Тексти» (1996), «Говірки Чорнобильської зони. Системний опис» (1999), а також Українського діалектного фонофонду (співавтор видання «Український діалектний фонофонд» (2004).
Керує підготовкою бази Словника українських діалектів.
Член міжнародних комісій при Міжнародному комітеті славістів (комісія Загальнослов'янського лінгвістичного атласу та комісія етнолінгвістики), співавтор і член редколегії «Загальнослов'янського лінгвістичного атласу».

## Громадська діяльність
Входить до Поважної ради Громадської ініціативи «Орден святого Пантелеймона»

## Доробок
Автор понад 500 публікацій з українського та слов'янського мовознавства.

### Книги
- Проблеми сучасної ареалогії / Інститут української мови АН України ; Редколегія: Відповідальний редактор Павло Юхимович Гриценко. — Київ: Наукова думка, 1994. — 341 с.
- Ареальне варіювання лексики / Інститут мовознавства ім. О. О. Потебні АН УРСР. — Київ: Наукова думка, 1990. — 269 с.
- Моделювання системи діалектної лексики. Інститут мовознавства ім. О. О. Потебні АН УРСР. — Київ: Наукова думка, 1984. — 227 с.

### Основні публікації
- Феномен диалектного явления: онтология и гносеология // Исследования по славянской диалектологии. 17. — М., 2015. — С. 9–59.
- Загальнослов'янський лінгвістичний атлас — новий етап дослідження слов'янських мов // Вісник НАН України. — 2014. — № 6. — С. 21–30.
- Українська мова в Росії ХІХ — початку ХХ ст.: шляхи утвердження // Українська ідентичність і мовне питання в Російській імперії: спроба державного регулювання (1847—1914). Збірник документів і матеріалів. — К., 2013. — С. XXXIX–LII.
- Часова і просторова інтерпретація лексики слов'янських діалектів: сторінками монографії професора Я.Сятковського // Rocznik Slawistyczny. — Том 62. — С. 175—182.